# Campeonato Europeu de Clubes de Hóquei em Patins Sub-17 Feminino
O Campeonato Europeu de Clubes de Hóquei em Patins Sub-17 Feminino é uma competição de clubes europeus femininos de Hóquei em Patins para jogadoras com 17 ou menos anos. Esta competição é organizada pela World Skate Europe – Rink Hockey.

## Histórico
| Ano  | Vencedor              | 2º classificado             |
| ---- | --------------------- | --------------------------- |
| 2021 | HC Palau de Plegamans | Observar e Validar o Futuro |
| 2019 | CH Mataró             | Observar e Validar o Futuro |
| 2018 | Cerdanyola CH         | Stuart HC                   |
| 2017 | HC Palau de Plegamans | Hockey Breganze             |
| 2016 | CH Mataró             | CP Rivas Las Lagunas        |
| 2015 | CH Mataró             | CH Vila-sana                |
| 2014 | HC Turquel            | CH Vila-sana                |